# 景亚萍
景亚萍（1964年8月—），女，汉族，籍贯四川富顺，出生地贵州遵义，1986年11月参加工作，2005年6月加入中国共产党（同为中国致公党党员）。中华人民共和国政治人物。毕业于成都电讯工程学院（今电子科技大学）电子工程系电子工程专业本科。曾任贵州理工学院副院长、党委委员，贵州省大数据发展管理局副局长、党组成员，局长，致公党贵州省委副主委，贵州科学院。第十四届全国政协委员、社会和法制委员会委员，致公党第十六届中央委员会科技委员会委员，贵州财经大学教授，硕士生导师。
2025年2月24日，因涉嫌严重违纪违法，接受贵州省纪委监委纪律审查和监察调查。同年，4月29日，被撤销全国政协委员资格。